# شهرستان رسکومون
شهرستان رسکومون (به انگلیسی: County Roscommon) یک شهرستان در ایرلند است که در کوناکت واقع شده‌است.

## خصوصیات
شهرستان رسکومون ۲٬۵۴۸ کیلومترمربع مساحت و ۶۴٬۰۶۵ نفر جمعیت دارد.